# Subá
Um subá era uma província do Império Mogol. O governador de um subá chamava-se subedar, termo posteriormente adotado para designar uma patente militar no exército indiano. Os subás foram instituídos pelo Imperador Akbar durante suas reformas administrativas de 1572-1580. De início, havia 12 subás, mas as conquistas do imperador acrescentaram outras três até o final de seu reinado. Seus sucessores ampliaram o número de províncias, especialmente Aurangzeb. Quando o império começou a desintegrar-se, em princípios do século XVIII, diversos subás tornaram-se independentes na prática ou foram conquistados pelos maratas ou pelos britânicos.
Os subás subdividiam-se em sarkars, ou distritos, os quais se dividiam, por sua vez, em parganas ou mahals.